# Донсков, Александр Владимирович
Александр Владимирович Донсков (род. 4 февраля 1965) — советский и российский хоккеист, нападающий.

## Биография
Воспитанник воскресенского «Химика», тренер Александр Трофимович Бобков. В сезоне 1982/83 играл за команду второй лиги «Корд» Щёкино, в конце сезона дебютировал в составе «Химика» в высшей лиге, проведя два матча. Два года проходил армейскую службу, в сезоне 1983/84 выступал за молодёжную команду ЦСКА. Затем играл за «Химик» (1985/86 — 1986/87, 1991/92), «Торпедо» Ярославль (1987/88 — 1988/89), «Металлург» Череповец (1988/89), «Ижсталь» Ижевск (1989/90 — 1990/91, 1996/97 — 1997/98), «Ладу» Тольятти (1991/92), «Вятич» Рязань (1991/92), «Липтовски-Микулаш» ЧСФР / Словакия (1992—1994), «Коминефть» / «КомиТЭК» Нижний Одэс (1994—1996), «Нефтяник» Альметьевск (1996—1997), «Металлург» Серов (1998/99), «Кедр» Новоуральск (1998/99), «Сокол» Луховицы (1998/99), «Рязань» (2001/02).